# 1952年オスロオリンピック
1952年オスロオリンピック（1952ねんオスロオリンピック）は、1952年（昭和27年）2月14日から2月25日まで、ノルウェーのオスロで行われた冬季オリンピック。オスロ1952（Oslo 1952）と呼称される。

## 大会開催までの経緯
オスロオリンピックは1947年6月1日にスウェーデン・ストックホルムで開催された第40回IOC総会でコルティーナ・ダンペッツォ、レークプラシッドを破り開催が決定された。
大戦中、ノルウェーはナチスドイツの占領下にあったため、連合軍からの空襲及びドイツ軍撤退時の焦土作戦により大きな被害を受けたノルウェーの戦後復興の大きな足がかりとなること期待しての五輪招致だった。開催決定後はドイツチームの参加の是非が議論され、大規模なドイツ参加反対運動も起こったが、結局西ドイツの参加が許可された。同時に日本の参加も許可され、五輪への復帰となった。
| 都市                       | 国         | 1回目 |
| -------------------------- | ---------- | ----- |
| オスロ                     | ノルウェー | 18    |
| コルティーナ・ダンペッツォ | イタリア   | 9     |
| レークプラシッド           | アメリカ   | 1     |

## 競技会場
- ビスレット・スタディオン（開会式、スピードスケート、フィギュアスケート、バンディ）
- ホルメンコーレンジャンプ競技場（スキージャンプ、ノルディック複合、クロスカントリー）
- Jordal Amfi（アイスホッケー）
- Korketrekkeren（ボブスレー）
- Norefjell（滑降、大回転）
- Rødkleiva（回転）

## 実施競技と日程
公式な開会式は2月15日に催されたが、前日の14日に小規模な2つの式典が行われた。 また2月15日から25日の間毎日、少なくとも1種目で決勝戦が行われた。
冬季大会初となる聖火リレーが行われている。
開会式では本来国王ホーコン7世が開会を宣言する予定であった。しかし大会直前の2月6日に甥であるイギリス国王ジョージ6世が死去し、ホーコン7世は葬儀参列のため急遽渡英、式典は不参加となった。そのため、王太子オーラヴの長女ラグンヒルが祖父の代理として開会を宣言した。式典ではジョージ6世追悼のため全参加国旗は半旗となり、イギリス、オーストラリア、カナダ、ニュージーランドの英連邦王国各選手団は喪章を着けて参加した。
| 日付           | 日付                   | 14 | 15 | 16 | 17 | 18 | 19 | 20 | 21 | 22 | 23 | 24 | 25 |
| -------------- | ---------------------- | -- | -- | -- | -- | -- | -- | -- | -- | -- | -- | -- | -- |
| 開・閉会式     | 開・閉会式             |    | •  |    |    |    |    |    |    |    |    |    | •  |
| スキー         | アルペンスキー         | •  | •  | •  | •  |    | •  | •  |    |    |    |    |    |
| スキー         | クロスカントリースキー |    |    |    |    | •  |    | •  |    |    | •  |    |    |
| スキー         | スキージャンプ         |    |    |    |    |    |    |    |    |    |    | •  |    |
| スキー         | ノルディック複合       |    |    |    | •  | •  |    |    |    |    |    |    |    |
| スケート       | スピードスケート       |    |    | •  | •  | •  | •  |    |    |    |    |    |    |
| スケート       | フィギュアスケート     |    |    | •  | •  |    | •  | •  | •  | •  |    |    |    |
| アイスホッケー | アイスホッケー         |    | •  | •  | •  | •  | •  | •  | •  | •  | •  | •  | •  |
| ボブスレー     | ボブスレー             |    | •  |    |    |    |    |    | •  | •  |    |    |    |
| バンディ註     | バンディ註             |    |    |    |    |    |    | •  | •  |    | •  |    |    |

- 註 バンディ (1952年オスロオリンピックのバンディ競技 (en)) は、公開競技として行われたためメダルの受賞はなし

## 各国の獲得メダル
| 順 | 国・地域       | 金 | 銀 | 銅 | 計 |
| -- | -------------- | -- | -- | -- | -- |
| 1  | ノルウェー     | 7  | 3  | 6  | 16 |
| 2  | アメリカ合衆国 | 4  | 6  | 1  | 11 |
| 3  | フィンランド   | 3  | 4  | 2  | 9  |
| 4  | 西ドイツ       | 3  | 2  | 2  | 7  |
| 5  | オーストリア   | 2  | 4  | 2  | 8  |
| 6  | カナダ         | 1  | 0  | 1  | 2  |
| 6  | イタリア       | 1  | 0  | 1  | 2  |
| 8  | イギリス       | 1  | 0  | 0  | 1  |
| 9  | オランダ       | 0  | 3  | 0  | 3  |
| 10 | スウェーデン   | 0  | 0  | 4  | 4  |